# Abrasão
Abrasão, na mecânica, é o ato ou efeito de raspar ou desgastar por atrição certas estruturas (metais, dentes, ossos, etc.) ou de as tirar em pequenas lâminas.
Já na geologia, pode ser definido como o processo de erosão que ocorre quando o material transportado se choca com uma superfície, a desgastanto com o tempo. É o processo de fricção causado por arranhões, esfregões, desgaste e estragos de materiais, muito comum nas zonas costeiras, onde a ação do mar, designadamente pelo embate de água, das areias e outros fragmentos rochosos e pelo ar comprimido nas fendas e cavernas causa desgaste nos materiais do local.

## Definição
Desgaste abrasivo é a perda de material pela passagem de partículas rígidas sobre uma superfície.
Desgaste abrasivo é devido a partículas ou protuberâncias rígidas que são forçadas umas contra as outras, e movem-se ao longo de uma superfície sólida.

## Tipos

### Abrasão entre dois corpos
Se dá quando o desgaste é causado por protuberâncias ou partículas rígidas fixadas à superfície. Com o passar do tempo essas superfícies ficam mais desgastadas e perdem se partículas do objeto.

### Abrasão entre três corpos
Se dá quando as partículas não estão ligadas às superfícies, mas entre elas.

## Mecanismos
Arado é o processo de deslocamento do material de um sulco para os lados. Ele ocorre quando a carga é pequena e não resulta em nenhuma perda de material real. O dano ocorre na superfície próxima do material na forma de uma acumulação de discordâncias pelo trabalho a frio.

### Corte
O corte é a mais severa forma de desgaste em materiais dúcteis. Durante o processo de corte, a ponta abrasiva remove uma lasca, bem semelhante à ação de uma máquina de ferramenta. Isto resulta em uma remoção de material, mas muito pouco material deslocado, em relação ao tamanho do sulco.

### Fratura
Quando o material desgastado é frágil, como por exemplo a cerâmica, deve ocorrer uma fratura da superfície usada. Nesta instância as partículas de desgaste são o resultado da convergência de trinca.

### Fratura por sulcamento repetido
Ocorre quando um material é dúctil e a superfície de desgaste é repetidamente deformada. Neste caso os detritos do desgaste são resultado da fadiga de baixo ciclo do metal.

### Destacamento de grão
O destacamento ou arrancamento de grãos são formas relativamente raras de desgaste, na qual é encontrada principalmente em cerâmicas, onde a fronteira entre os grãos é relativamente fraca. Neste mecanismo o grão inteiro é perdido como partículas de desgaste. Este mecanismo de desgaste pode se tornar extremamente rápido, quando a ligação entre grãos é fraca e os grãos tem tamanho grande. 

### Na prática - Bombas, turbinas e vertedouros
Na engenharia hidráulica e na engenharia mecânica é grande a preocupação com a cavitação, assim como com a abrasão das areias e demais sedimentos transportados pela água no interior de bombas e turbinas, sobretudo devido aos prejuízos que podem causar nas estações elevatórias e nas turbinas e vertedores das usinas hidrelétricas.
Não se deve confundir o fenômeno químico da corrosão com os fenômenos físicos da cavitação e da abrasão, embora os efeitos visuais nas pás de bombas e de turbinas sejam parecidos, assim como nas superfícies de concreto dos canais dos vertedores.